# Hovanella vestita
Hovanella vestita là một loài thực vật có hoa trong họ Tai voi. Loài này được (Baker) A. Weber & B.L. Burtt mô tả khoa học đầu tiên năm 1997.